# William de Lamberton
Pour les articles homonymes, voir Lamberton.
William (de) Lamberton (mort le 20 mai 1328) est évêque de St Andrews de 1298 jusqu'à sa mort. Il est célèbre par le rôle influent qu'il joue pendant les guerres d'indépendance écossaises. 
Lamberton fait campagne pour la cause nationale à l'époque de William Wallace et ensuite auprès de Robert Bruce. En tant qu'évêque de St Andrews, qui est le plus puissant siège épiscopal d'Écosse, Lamberton et l'évêque Robert Wishart de Glasgow couronnent Robert Bruce comme roi en 1306. Il joue également un rôle essentiel lors de la rédaction de la déclaration du clergé de 1310 et dans celle d'Arbroath en 1320, assumant le rôle de chef spirituel de l'indépendance écossaise. Pendant son épiscopat, Lamberton est frappé d'excommunication par la papauté pour son rôle dans les guerres d'indépendance, aux côtés de Bruce et du clergé d'Écosse. Toutefois, il se réconcilie avec la papauté avant sa mort.

## Origines et premières années

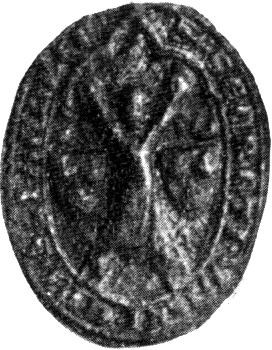
Sceau de William de Lamberton.

Le nom de Lamberton est relevé dans une source en étant étroitement associé avec l'ancienne baronnie de Kilmaurs, en Ayrshire, et le domaine de Lambroughton. William de Lamberton semble toutefois originaire de Lamberton, près de Berwick dans les Scottish Borders, où sa famille contrôle de vastes domaines. Le nom de  Lamberton semble dériver du patronyme germanique Lambert, alors que « Lambroughton », parfois nommé Lamberton, dérive d'une corruption du nom du clan McLamroch.
L'article du Oxford Dictionary of National Biography le concernant clarifie les origines de la famille Lamberton, originellement implantée dans le Berwickshire, mais possédant des domaines dans le nord-est de l'Écosse à la fin du XIIe siècle et plus tard également dans le Stirlingshire. Les informations sur sa naissance, son éducation et le début de sa carrière demeurent conjecturales : il a sans doute fréquenté l'université avant 1293 et est ensuite devenu chanoine du chapitre de Glasgow. À l'époque du premier Parlement tenu par le roi Jean Balliol en février 1293, William de Lamberton est chancelier de la Cathédrale de Glasgow. Il est possible qu'il ait ensuite été envoyé avant juillet 1295 à l'étranger par Robert Wishart, évêque de Glasgow, afin de complémenter ses études.

## Évêque de St Andrews
William de Lamberton est nommé évêque de St Andrews en 1298 par le pape Boniface VIII, comme successeur de  William Fraser. Lamberton semble avoir été un choix très inattendu pour devenir évêque, car il est encore très jeune à l'époque. Cependant, selon l'historien écossais G. W. S. Barrow, Lamberton doit son élévation à l'épiscopat au gardien de l'Écosse William Wallace, qui voit en lui un allié potentiel comme partisan de l'indépendance écossaise face à l'occupation anglaise. Toutefois, son élévation est plus certainement liée à sa proximité avec l'évêque Wishart, qui lui aussi est un partisan décidé de l'indépendance. À la fin du XIIIe siècle, St Andrews est alors le siège le plus riche et le plus puissant d'Écosse, ce qui catapulte Lamberton dans les plus hautes sphères dirigeantes d'Écosse. Les Anglais accuseront plus tard William Wallace d'avoir contraint le chapitre de chanoines de St Andrews à élire Lamberton comme évêque, alors qu'à l'évidence, Lamberton est un candidat populaire parmi les chanoines et dispose du soutien de Nicholas Balmyle et de William Comyn, prévôt de l'église Sainte-Marie de St Andrews. Il est consacré  à Rome le 1er juin 1298, avant de rejoindre d'autres Écossais pour une mission diplomatique en France.
Peu après sa consécration, l'évêque Lamberton prend en charge le très jeune James Douglas, qui devient pendant quelque temps son écuyer, son père William Douglas, ayant rejoint les Écossais conduits par William Wallace lors des guerres d'indépendance de l'Écosse et étant mort emprisonné par le roi Édouard Ier d'Angleterre. Lamberton accorde sa protection à James Douglas et est à l'origine d'une pétition infructueuse auprès des Anglais pour que ses domaines lui soient restitués. James Douglas deviendra par la suite l'un des plus proches amis de Robert Bruce. Au début de son épiscopat, William de Lamberton rebâtit la cathédrale de St Andrews, le château de St Andrews, et fortifie plusieurs manoirs à Inchmurdo, Monimail, Dairsie, Torry, Muckhart, Kettins, Monymusk, Lasswade, et Stow, tous situés dans les Scottish Borders.

## Rôle pendant la guerre d'indépendance

### Premières fonctions au service de l'indépendance
Devenu évêque, Lamberton se retrouve avec le pouvoir de disposer des fonds importants du diocèse. Profond partisan de l'indépendance écossaise, il les utilise pour financer l'insurrection livrée par William Wallace contre l'Angleterre. Fidèle à Wallace, Lamberton exhorte le clergé et les barons écossais à poursuivre la lutte après la victoire du pont de Stirling en septembre 1297. Il intervient également comme diplomate et envoyé au nom de l'Écosse. Ainsi, dès qu'il est consacré évêque, Lamberton se rend en France chercher des appuis pour l'Écosse à la cour du roi Philippe IV le Bel et auprès de la curie pontificale de Boniface VIII. En juin 1298, Lamberton remporte un premier succès pour la cause écossaise : du fait de ses interventions répétées auprès du roi de France et du pape, ces derniers font pression sur le roi Édouard Ier pour qu'il cesse ses offensives en Écosse. Les négociations de l'évêque de St Andrews permettent par ailleurs au roi d'Écosse déposé Jean Balliol, incarcéré depuis juillet 1296 en Angleterre, d'être remis entre les mains des légats du pape en juillet 1299.
Dans une correspondance avec les chefs écossais datée du 6 avril 1299, Philippe le Bel commente les efforts de Lamberton et déclare vouloir assister l'Écosse. Malgré les suppliques de l'évêque, il n'envoie cependant pas de forces militaires en Écosse. Lamberton revient en France en 1301 et 1302 pour tenter d'obtenir un soutien actif de la France dans la guerre. Lamberton réussit à conclure un accord plus souple avec Philippe, par lequel le roi de France s'engage à intervenir diplomatiquement en faveur de l'Écosse. L'habileté diplomatique de l'évêque Lamberton est reconnu par les magnats écossais lorsqu'il est choisi en 1299 comme troisième gardien du royaume, aux côtés de Robert Bruce et de John Comyn, en remplacement de William Wallace qui a renoncé à son poste à la suite de la défaite de Falkirk l'année précédente. Son principal rôle est d'intervenir comme un troisième parti neutre entre les deux factions ennemies. Il conserve cette position jusqu'en 1301 ; toutefois, pendant cette période, il a noué une indéfectible amitié avec Bruce.

### Soutien de Robert Bruce
Après avoir noué des liens étroits avec Bruce au cours de son mandat de gardien de l'Écosse, Lamberton le voit comme un chef potentiel dans la lutte pour l'indépendance. Le 11 juin 1304, Lamberton et Bruce forment un groupe « pour résister prudemment aux attaques de ses rivaux ... pour faire partie du conseil de chacun dans ses affaires à tout moment ... sans tromperie ». Ce lien marque le passage de l'évêque de Lamberton de la fidélité à Jean Balliol et ses parents Comyn à celle de Bruce. Tant Lamberton que l'évêque Robert Wishart semblent avoir assuré Bruce que s'il voulait s'emparer de la royauté, il ne tenteraient pas de l'en empêcher. Bruce tue son rival John Comyn dans l'église des franciscains de Dumfries le 10 février 1306. Moins de sept semaines plus tard, il est couronné roi d'Écosse dans l'abbaye de Scone le 25 mars 1306. Lamberton et Wishart officient conjointement lors du couronnement. Peu après, au cours de l'invasion anglaise de l'Écosse à l'été 1306, Lamberton et Wishart sont arrêtés et mis au fers par les Anglais pour leur rôle dans le couronnement de Robert Bruce et transférés à Londres où ils sont emprisonnés. Seule leur consécration épiscopale leur évite la pendaison, tant le roi d'Angleterre est furieux de cette trahison.
Après la mort d'Édouard Ier en juillet 1307, Lamberton jure fidélité à son fils Édouard II, lui promet de poursuivre ses ennemis, s'engage à verser une  rançon de 6 000 livres et à demeurer dans les limites du diocèse de Durham. Lamberton considère néanmoins son serment envers Édouard II comme une nécessité qui lui a été extorquée sous la contrainte et donc invalide. À cette époque en Angleterre, il réside près de la rivière Tweed, de manière à maintenir le contact avec son diocèse qui reste sous la souveraineté anglaise. Il écrit également une lettre au roi Philippe IV le Bel pour lui demander de l'aider à obtenir sa libération d'Angleterre. L'évêque de St Andrews participe au cours de 1309 aux négociations en tant qu'« envoyé anglais », et ce rôle de diplomate l'aide à rester en bons termes tant avec Édouard II qu'avec Robert Bruce. Il refuse ensuite de collaborer avec les Anglais à  compter de 1312. En représailles, Édouard tente alors de le chasser de son siège épiscopal de St Andrews en 1318, en envoyant une lettre au pape Jean XXII accusant Lamberton de trahison. Toutefois, les efforts du roi d'Angleterre échouent.
En novembre 1319, Lamberton et trois autres évêques écossais sont convoqués à Avignon afin de justifier leurs actions au cours du conflit anglo-écossais, mais ils choisissent d'ignorer les lettres de convocation. Lamberton est excommunié le 16 juin 1320. Le roi Robert Bruce, Lamberton et la « Communauté du Royaume » adressent séparément trois correspondances au pape Jean XXII : le dernier envoi de lettres, connu désormais sous le nom de  Déclaration d'Arbroath, est le plus célèbre, mais il fait suite à une lettre à Lamberton qui contient la nouvelle que l'excommunication ne sera prononcée qu'en avril 1321, lui laissant le temps de se réconcilier avec la papauté. De fait, cette lettre permettra quelques années plus tard la réconciliation de l'Écosse avec Rome, ainsi que la levée des interdits et des excommunications de Lamberton et de Robert Ier. L'évêque William de Lamberton meurt le 20 mai 1328, dix-neuf jours après que l'Angleterre ait officiellement reconnu la pleine souveraineté de l'Écosse comme État indépendant lors de la signature du traité d'Édimbourg-Northampton. L'évêque de St Andrews est inhumé dans le côté nord du grand autel de la cathédrale de son évêché le 7 juin suivant.